# Anzolla
Anzolla è una frazione del comune di Tizzano Val Parma, in provincia di Parma.
La località dista 2,63 km dal capoluogo.

## Geografia fisica
Anzolla sorge alla quota di 713 m s.l.m., sulle propaggini orientali del monte Caio, sul versante destro della val Parmossa; a breve distanza dall'abitato in direzione est è posta la località di Antognola, situata alla quota di 652 m s.l.m.

## Origini del nome
Il toponimo della frazione ha forse origine prediale, dal latino Antius. Nei documenti medievali la località comparve come Imzola, Auriola ed Heciola, in seguito diventati Anziola e Anzola.

## Storia
Il borgo di Anzolla fu fondato in età medievale; la più antica testimonianza della sua esistenza risale al 1230, quando la Capelle de Imzola fu nominata nel Capitulum seu Rotulus Decimarum della diocesi di Parma.
Nel 1438 il duca di Milano Filippo Maria Visconti riconobbe una serie di esenzioni ai borghi Albazzano, Isola e Anzolla, appartenenti a Jacopo Terzi, figlio di Ottobuono, in riconoscimento della sua lealtà; tuttavia, dopo la confisca di quelle terre, nel 1450 il nuovo duca Francesco Sforza ordinò agli abitanti di Albazzano, Isola, Anzolla e Pietta di assoggettarsi alla città di Parma.
In seguito l'abitato fu inglobato nel feudo di Belvedere, elevato a contea nel 1450 dallo Sforza. Nel 1551, durante la guerra di Parma, il castello di Belvedere fu assaltato da Camillo Rossi e la contea fu inglobata tra i domini rossiani. Nel 1666 il marchese Scipione, oberato dai debiti, fu costretto a cedere tutte le rocche appenniniche in suo possesso alla Camera Ducale di Parma, che nel 1774 assegnò il feudo di Belvedere, comprendente, oltre ad Anzolla, numerose altre località dei dintorni, al conte Giuseppe Camuti; quest'ultimo nel 1790 lo cedette, in cambio di alcune terre a Ronchetti di San Secondo, al conte Pietro Andrea Leggiadri Gallani, che ne mantenne i diritti fino al 1805, quando i decreti napoleonici sancirono la loro abolizione nell'ex ducato di Parma e Piacenza.

## Monumenti e luoghi d'interesse

### Chiesa dei Santi Giovanni Battista e Maurizio

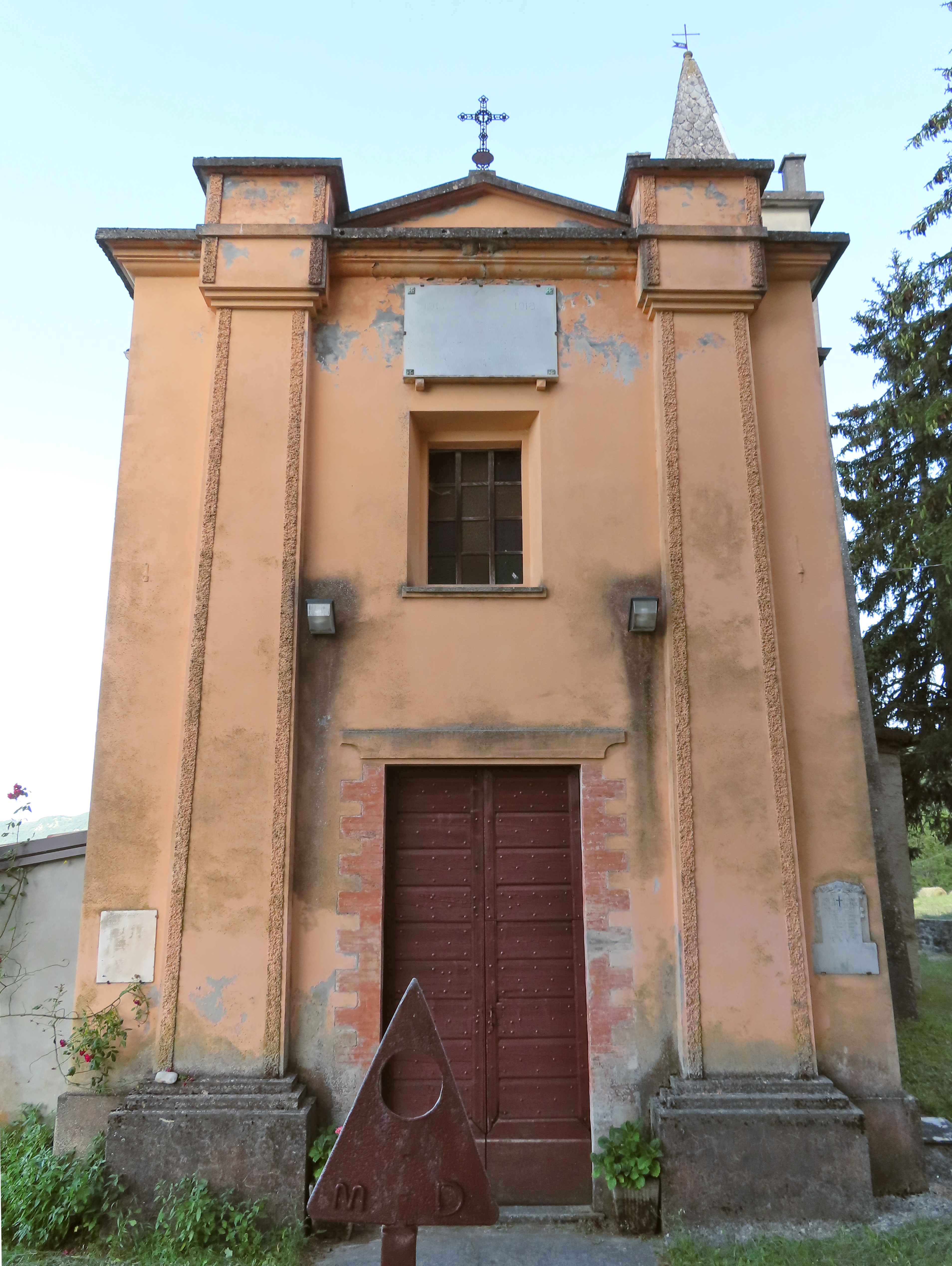
Chiesa dei Santi Giovanni Battista e Maurizio

Menzionata per la prima volta nel 1230, la cappella di Anzolla fu unita nel 1367 a quella di Antognola; elevata nel 1564 a sede parrocchiale autonoma, tra il XVII e il XVIII secolo fu totalmente ristrutturata in forme barocche e nel 1829 fu internamente risistemata. L'edificio, sviluppato su una pianta a navata unica affiancata da una cappella per lato, presenta una facciata intonacata, tripartita da massicce paraste e coronata da un piccolo frontone; all'interno la navata, coperta da una volta a botte lunettata, accoglie un'ancona lignea barocca policroma, contenente quindici piccoli dipinti del 1664.

### Oratorio di San Maurizio

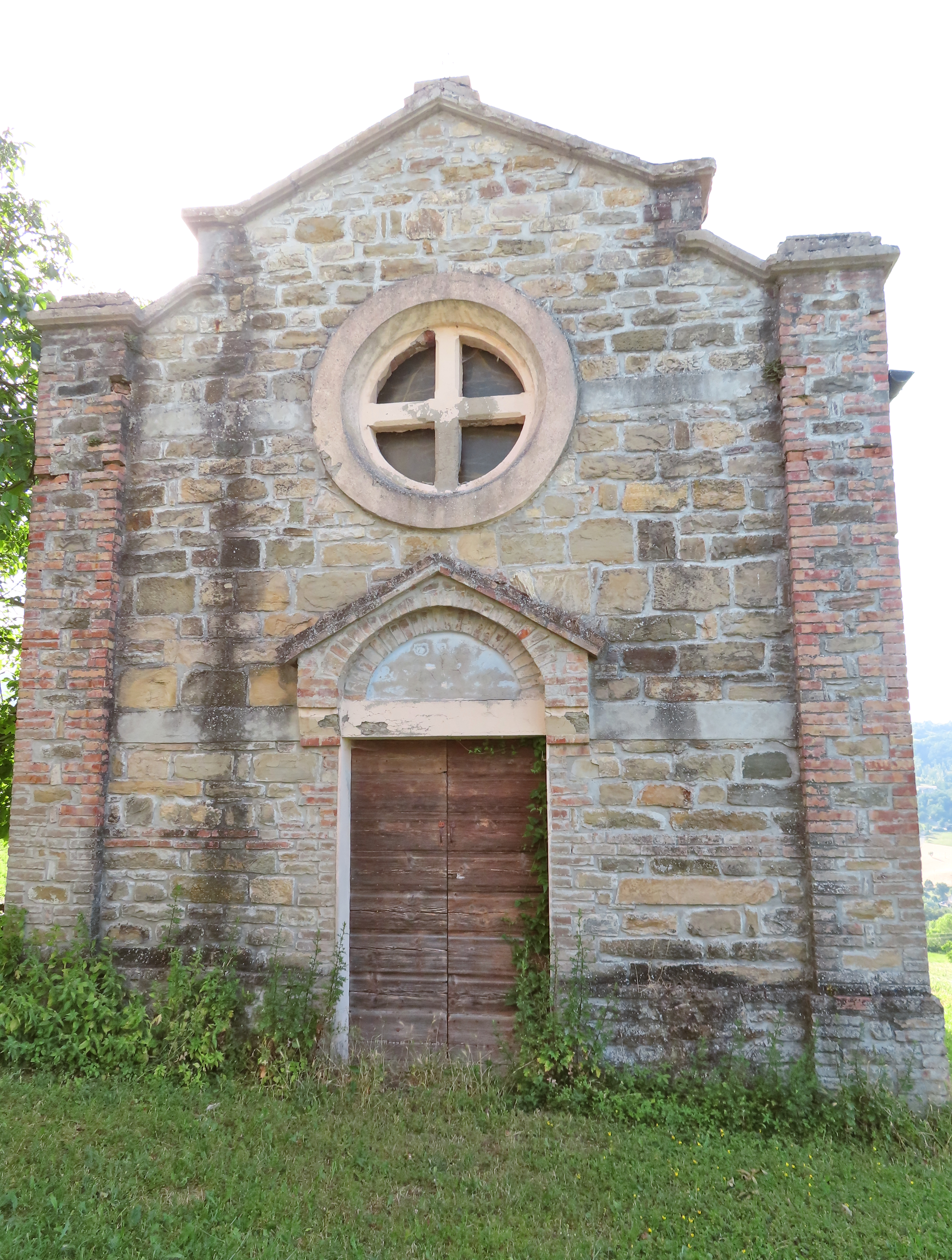
Oratorio di San Maurizio

Menzionata per la prima volta nel 1230, la cappella di Antognola fu unita nel 1367 a quella di Anzolla; divenuta nel 1564 sussidiaria di quest'ultima, nel 1680 fu ricostruita in stile barocco. Il piccolo edificio, sviluppato su una pianta a navata unica, presenta una facciata rivestita in pietra, delimitata da due lesene alle estremità e coronata da un frontone mistilineo spezzato; all'interno la navata, coperta da un soffitto piano, si conclude nel presbiterio voltato a botte.

### Mulino di Fontanafredda
Menzionato per la prima volta nel 1833 tra le proprietà del conte Tullio Paolo Leggiadri Gallani, il mulino ad acqua fu alienato nel 1846 ai fratelli Basetti, indi nel 1864 a Giovanni Sambuchi, nel 1888 a Domenico Mercadanti, nel 1916 ai fratelli Madureri e infine nel 1943 a Federico Penzo, per poi essere chiuso. L'edificio in pietra era anticamente alimentato dall'adiacente torrente Parmossa.